# Quail Island (Northern Territory)
Die australische Insel Quail Island (englisch für „Wachtelinsel“) liegt 26 Meilen vom Port Darwin entfernt im Beagle Gulf, einer Bucht der Timorsee. Quail Island wurde erstmals in den Nachrichten erwähnt, als die SS Brisbane, ein 85,8 Meter langes Passagier-, Fracht- und Postschiff, das von A. & J. Inglis in Pointhouse, Glasgow, gebaut worden war, auf einer Fahrt von Hongkong nach Darwin an dem nahegelegenen Fish Reef auf Grund lief.
Quail Island gehört zur Quail Island Group. Die beiden anderen Inseln des Archipels sind Bare Sand Island im Südwesten von Quail Island und Djadjalbit Island im Süden.
Die Inseln sind als Brutplatz für Wallriffschildkröten bekannt.

## Militärisches Übungsgelände
Die Quail Island Air Weapons Range wurde von 1945 bis 1979 als Übungsgelände für Streitkräfte verwendet. Als Folge dessen waren teilweise noch gefährliche Munitionsreste über die gesamte Insel verstreut. Ein drei Jahre dauerndes Clean-up begann im Jahr 2011, um Gefahren durch Blindgänger zu entfernen. Die Insel war während der Aufräumarbeiten für Besucher wie Touristen und Hobbyangler gesperrt.